# Złota Sowa Polonii
Złota Sowa Polonii, także Złota Sowa (niem. Goldene Eule) – nagroda kulturalna, będąca uhonorowaniem za dokonania twórcze, artystyczne, naukowe bądź społeczne przyznawana przedstawicielom światowej Polonii, Polakom aktywnym poza Polską, a także obcokrajowcom działających w tych obszarach na rzecz przyjaznych stosunków z Polską.

## O nagrodzie
Złote Sowy (niem. Goldene Eulen) wręczane są corocznie od 2005 w Wiedniu. Nagrody przyznawane są przez redakcję wiedeńskiego pisma polonijnego „Jupiter”, będącego organem Klubu Inteligencji Polskiej w Austrii i Federacji Kongresu Polonii w Austrii. Celem nagrody jest wyróżnienie wybitnych osobowości za ich wkład w życie Polonii w takich kategoriach jak: literatura, sztuki plastyczne, muzyka, film, teatr, nauka, media, działalność społeczna oraz Ambasador kultury polskiej niepolskiego pochodzenia.
Nagroda została powołana w 2005 z inicjatywy Jadwigi Hafner przy wsparciu polskiego Ministerstwa Spraw Zagranicznych, Polskiej Akademii Nauk oraz polskiego Ministerstwa Kultury i Dziedzictwa Narodowego. Statuetki Złotych Sów, wykonane są według projektu artysty plastyka Zbigniewa Falikowskiego.

## Wybrani laureaci
Film
Kasia Adamik (2011), Agnieszka Holland (2011), Lech Majewski (2013), Jerzy Antczak (2015), Jadwiga Barańska (2015), Aleksandra Czenczek (2019), Adriana Kulig (2019) 
Teatr
Anna Badora (2011), Monika Muskała (2014), Janina Szarek (2017), Krystyna Mazurówna (2017), Natalia Ringer (2019)
Nauka
Maria Siemionow (2009), Michał Kosiński (2023)
Literatura
Ludwik Stomma (2009), Romuald Mieczkowski (2011), Grażyna Plebanek (2011), Kazimierz Braun (2011), Hubert Klimko-Dobrzaniecki (2013), Magdalena Parys (2013), Leokadia Komaiszko (2014), Wioletta Grzegorzewska (2015), Brygida Helbig (2016), Krzysztof Niewrzęda (2017), Ilona Wisniewska (2019), Beata Golebiowska (2019)
Muzyka
Wanda Wiłkomirska (2011), Piotr Beczała (2011), Adam Wodnicki (2015), Grażyna Auguścik (2017),
Sztuki wizualne
Jan de Weryha-Wysoczański (2022)
Ambasador kultury polskiej niepolskiego pochodzenia
Martin Pollack (2012), Steffen Möller (2013)
Za zasługi dla Polski i Polakow
Martha Gammer (2019), Rudolf Anton Haunschmied (2019), Olaf Münzberger (2019)